# Mr. Cab Driver
Mr. Cab Driver is een nummer van de Amerikaanse rockzanger Lenny Kravitz uit 1990. Het is de derde single van zijn debuutalbum Let Love Rule.
Kravitz schreef het nummer na een woordenwisseling met een taxichauffeur, die racistische en discriminerende opmerkingen maakte jegens de zanger. Met dit nummer pakt Kravitz de chauffeur terug door hem op humoristische wijze flink op zijn plek te zetten en op de hak te nemen. "Mr. Cab Driver" wist, op het Verenigd Koninkrijk na, nergens te hitlijsten te bereiken. Toch werd het nummer wel een radiohit in Nederland en Vlaanderen, en geniet het er vandaag de dag nog steeds populariteit.